# Filistata marginata
Filistata marginata är en spindelart som beskrevs av Kishida 1936. Filistata marginata ingår i släktet Filistata och familjen Filistatidae. Inga underarter finns listade i Catalogue of Life.